# Hammschloot
Der Hammschloot ist ein Schloot auf dem Gebiet der Stadt Aurich im Landkreis Aurich in Ostfriesland. Er entspringt etwa 2 Kilometer nördlich von Brockzetel,  verläuft nach Norden durchs Pfalzdorfer Moor und mündet 1 Kilometer südlich von Spekendorf in das Norder Tief der Harle.